# Titularbistum Castulo
Castulo ist ein Titularbistum der römisch-katholischen Kirche.
Es geht zurück auf einen untergegangenen Bischofssitz der gleichnamigen Stadt Castulo, die in der römischen Provinz Tarraconensis bzw. in der Spätantike Carthaginiensis lag. Ihre Ruinen liegen heute in der Gemeinde Linares in Andalusien. Der Bischofssitz gehörte der Kirchenprovinz Toledo an.
| Titularbischöfe von Castulo |                                                             |                                                     |                  |                  |
| Nr.                         | Name                                                        | Amt                                                 | von              | bis              |
| 1                           | Ángel María Ocampo Berrio SJ Titularerzbischof pro hac vice | emeritierter Erzbischof von Tunja (Kolumbien)       | 20. Februar 1970 | 10. März 1973    |
| 2                           | Enrico Bartolucci Panaroni MCCJ                             | Apostolischer Vikar von Esmeraldas (Ecuador)        | 14. Juni 1973    | 10. Februar 1995 |
| 3                           | Riccardo Ruotolo                                            | Weihbischof in Manfredonia-Vieste (Italien)         | 6. Dezember 1995 | 1. August 2012   |
| 4                           | Adelio Dell’Oro                                             | Apostolischer Administrator von Atyrau (Kasachstan) | 7. Dezember 2012 | 31. Januar 2015  |
| 5                           | Víctor Alejandro Aguilar Ledesma                            | Weihbischof in Morelia (Mexiko)                     | 1. Dezember 2015 | 12. Juni 2021    |